# 志都美站

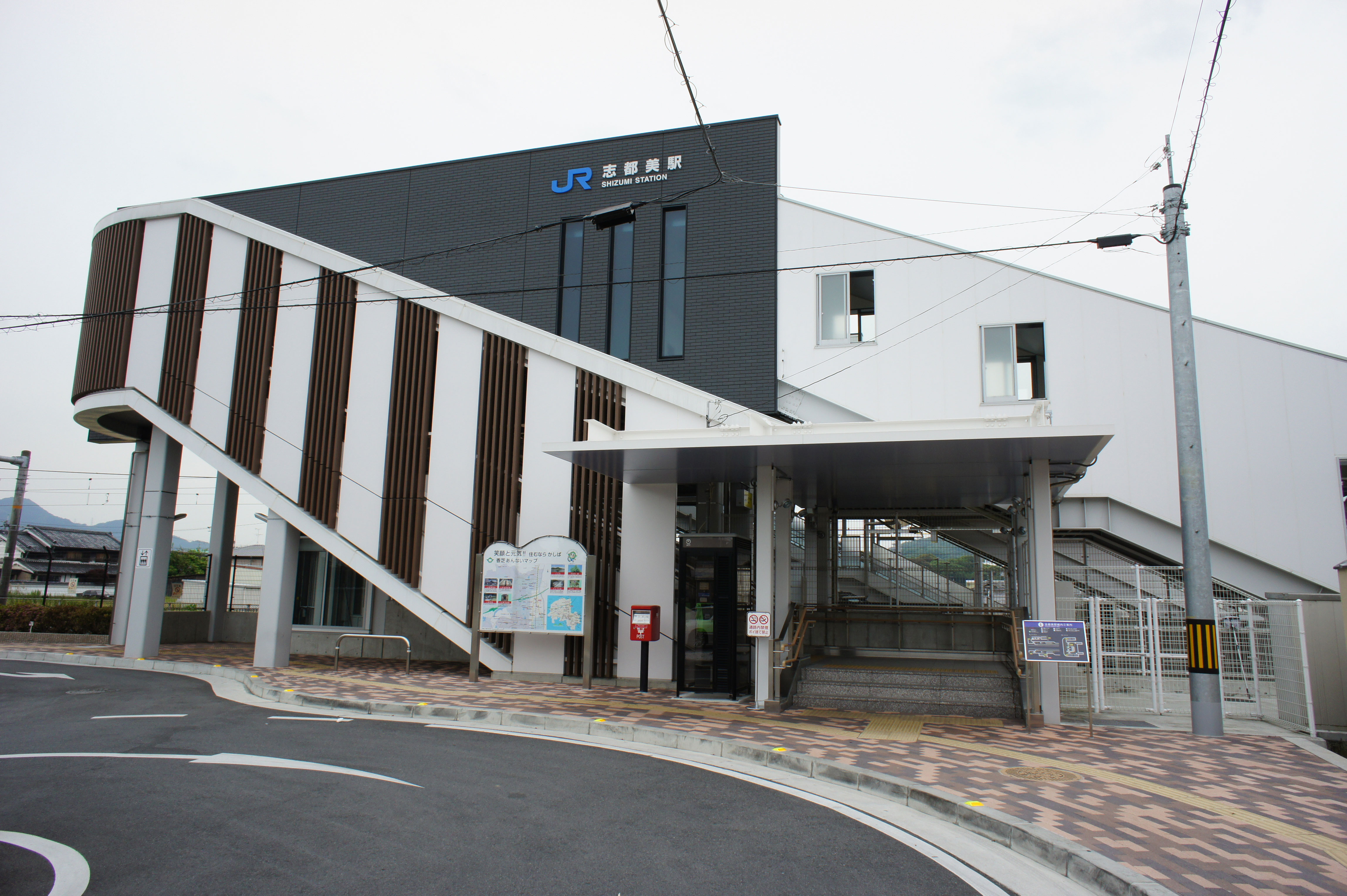
東口（2012年5月）

志都美站（日语：／ Shizumi eki */?）是位於奈良縣香芝市上中，屬於西日本旅客鐵道（JR西日本）的和歌山線車站。

## 歷史
- 1940年（昭和15年）2月8日 - 和歌山線王寺站至下田站（現時：香芝站）之間開設志都美號誌站。
- 1949年（昭和24年）7月15日 - 志都美號誌站廢止。
- 1955年（昭和30年）12月27日 - 以車站的身份復活，志都美站啟用。
- 1987年（昭和62年）4月1日 - 伴隨國鐵分割民營化，車站由西日本旅客鐵道（JR西日本）營運[1]。
- 2003年（平成15年）11月1日 - 車站開始可以使用IC卡「ICOCA」[2]。設置了簡易型自動閘機。
- 2010年（平成22年）12月23日 - 跨站式站房開始使用[3]。

## 車站構造
此站為2面2線相對式月台的地面車站，並設有跨站式站房。此站在2010年1月17日起使用臨時站房，並於同年12月23日啟用新落成的跨站式站房。隨著跨站式站房開始使用，站內也設置升降機和自由通道，並在月台增加上蓋範圍。
此站是由王寺鐵道部管理的業務委託車站，並委托JR西日本交通服務負責車站業務。站內設有綠色窗口、自動售票機和供IC卡「ICOCA」與共互相使用的IC卡使用的簡易閘機，以及在站內外共用的2台升降機。

### 月台
| 月台 | 路線     | 上下行 | 方向                     |
| ---- | -------- | ------ | ------------------------ |
| 1    | 和歌山線 | 下行   | 高田、櫻井、五條方向     |
| 2    | 和歌山線 | 上行   | 王寺、天王寺、JR難波方向 |

## 使用狀況
根據「奈良縣統計年鑑」，以下為1日平均乘車人次：
| 年度   | 1日平均 乘車人次 |
| ------ | ---------------- |
| 2001年 | 1,760            |
| 2002年 | 1,744            |
| 2003年 | 1,741            |
| 2004年 | 1,775            |
| 2005年 | 1,778            |
| 2006年 | 1,786            |
| 2007年 | 1,784            |
| 2008年 | 1,804            |
| 2009年 | 1,794            |
| 2010年 | 1,799            |
| 2011年 | 1,828            |
| 2012年 | 1,841            |
| 2013年 | 1,909            |
| 2014年 | 1,864            |
| 2015年 | 1,960            |
| 2016年 | 1,998            |
| 2017年 | 2,028            |

## 車站周邊
- 武烈天皇陵墓
- 國道168號（日语：国道168号）
- 大桑（日语：オークワ）香芝交流道店
- 山田電機Teccland香芝店（向北步行10分鐘）
- 香芝交流道 - 西名阪自動車道
- 志都美神社（根據JR西日本的車站周邊指南，志都美是來自「（清水）」中音節掉轉而成）
- 香芝市立志都美小學（日语：香芝市立志都美小学校）
- 唐吉訶德香芝交流道店

## 巴士路線
香芝市社區巴士　白鳳台、旭丘路線
- 前往白鳳台西／經香芝市政廳、綜合福祉中心 前往近鐵二上站南
  - 除了星期四、部分假日和12月27日～1月4日外，每日設有5往返班次。但是，設有近鐵二上站南方向以綜合福祉中心為終點站的班次。另外，白鳳台西方向不是在站前乘車，而是在國道168號（日语：国道168号）上的香芝交匯處巴士站或上中巴士站（都是在車站以西300米處）乘車。

香芝市需求交通
在市內設有約280個乘車處（政府相關設施、銀行、郵局、商業設施、醫療設施、車站等），已登記的人士（只限香芝市市民）可從自身住宅直接前往這約280個乘車處。星期六及假日暫停服務。

## 相鄰車站
西日本旅客鐵道（JR西日本）
 和歌山線
■快速（直通至大和路線）、■普通
畠田－志都美－香芝

## 注腳
1. ↑  『交通年鑑 昭和63年版』 交通協力會，1988年3月。
2. ↑  「ICOCA」いよいよデビュー! 〜 平成15年11月1日（土）よりサービス開始いたします 〜（日語）（互聯網檔案館） - 西日本旅客鐵道新聞稿 2003年8月30日
3. 1 2  和歌山線 志都美駅橋上駅舎での営業開始について （页面存档备份，存于）（日語） - 西日本旅客鐵道新聞稿 2010年12月10日

## 外部連結
- 志都美｜車站資訊：JR出門網 - 西日本旅客鐵道（日語）